# Хелловін (фільм, 1978)
«Хелловін» (англ. Halloween) — американський фільм жахів режисера Джона Карпентера, що вийшов 1978 року. Вважається класичним фільмом жахів, занесений до американського Національного реєстру фільмів. У головних ролях — Дональд Плезенс, Джеймі Лі Кертіс і Нік Кастл.

## Синопсис
Майкл Маєрс, бувши дитиною, скоїв вбивство власної сестри в Хелловін — День Всіх Святих. Через 15 років маніяк-вбивця знову взявся за старе і тероризує невелике містечко. Він втік з притулку для психічно хворих, щоб знову завдавати своїх смертельних ударів у Хелловін.

## У ролях

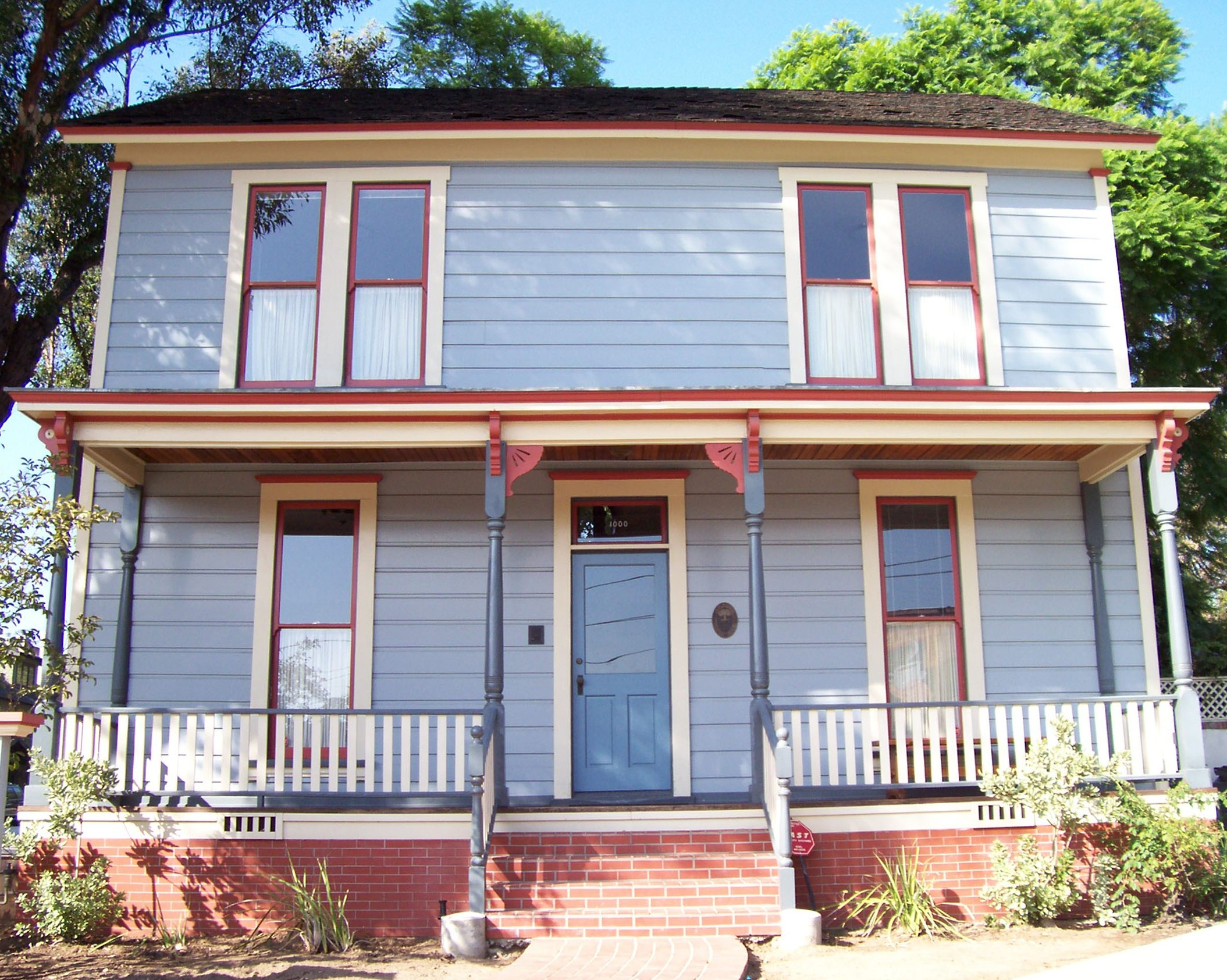
«Будинок Майерс» в Південній Пасадені.

| Актор                | Роль                   |
| -------------------- | ---------------------- |
| Дональд Плезенс      | доктор Сем Луміс       |
| Джеймі Лі Кертіс     | Лорі Строуд            |
| Нік Касл             | Майкл Маєрс            |
| Ненсі Кайс           | Енні Брекетт           |
| П.Дж. Соулз          | Лінда Ван дер Клок     |
| Чарльз Сайферс       | шериф Лей Брекетт      |
| Кайл Річардс         | Ліндсі Воллес          |
| Браян Ендрюс         | Томмі Дойл             |
| Джон Майкл Ґрем      | Боб Сіммс              |
| Ненсі Стівенс        | Маріон Чамберс         |
| Артур Мелет          | цвинтарний сторож      |
| Міккі Ябланс         | Річі                   |
| Брент Ле Пейдж       | Лонні Еламб            |
| Адам Голландер       | Кіт                    |
| Роберт Фален         | доктор Теренс Вінн     |
| Тоні Моран           | Майкл Маєрс (1978 рік) |
| Вілл Сандін          | Майкл Маєрс (1963 рік) |
| Сенді Джонсон        | Джудіт Маргарет Маєрс  |
| Девід Кайл           | хлопець Джудіт         |
| Пітер Гріффіт        | Морган Строуд          |
| Беррі Бернарді       | мертвий механік        |
| Джон Карпентер       | Пол, хлопець Енні      |
| Джордж О'Генлон мол. | містер Пітер Маєрс     |
| Дарла Рей            | студентка              |
| Гвен Ван Дам         | медсестра              |

## Цікаві факти
- Друзі в будинку героїні Джеймі Лі Кертіс насолоджуються переглядом картини «Щось» 1951 року. Згодом Джон Карпентер поставить рімейк цього фільму.
- Фільм був знятий за 20 днів.
- Музику до фільму Карпентер записав разом зі своїми друзями за 4 дні.
- Першим вибором Карпентера на роль Лорі Страуд була Енн Локгарт, і первинна назва картини звучала як «The Babysitter Murders».
- Дія стрічки розгортається восени, але фільмування проходили навесні. Щоб заощадити гроші, члени знімальної бригади розфарбовували паперові листки, після чого збирали їх і використовували для зйомок знову.
- Актори в картині носили свій власний одяг, оскільки не було грошей для професійного костюмера.
- Картина наповнена численними прихованими посиланнями й жартами. Наприклад, містечко було назване Геддонфілд так само як і місто в Нью-Джерсі, де Дебра Гілл закінчила школу. Лорі Страуд насправді — ім'я першої подруги Джона Карпентера. Майкл Майєрс був так названий на честь британського дистриб'ютора картини Джона Карпентера «Напад на 13-ту дільницю» (1976).
- Спочатку на роль доктора Джон Карпентер хотів запросити Крістофера Лі або Пітера Кашинга, але ті відмовилися.
- Ім'я персонажа «Сем Луміс» теж не випадкове — персонаж з таким ім'ям був в знаменитому фільмі «Психо» режисера Альфреда Гічкока.
- Місто Смітс Гроув (в штаті Іллінойс), що згадується у фільмі — це реальне місто з населенням близько 600 осіб. Воно розташоване в 15 милях від Боулінґ Ґріна, рідного міста Джона Карпентера. Попри те, що дія фільму відбувається в Іллінойсі, всі номери машин, що потрапили в кадр, — каліфорнійські. У кадр також потрапили пальми, що не ростуть у штаті Іллінойс.
- Вказаного в титрах «філармонічного оркестру Боулінґ Ґріна» не існує.
- Всі жіночі персонажі фільму — школярки. Але з акторок, задіяних у фільмі, шкільному віку більш-менш відповідала тільки Джемі Лі Кертіс.
- На створення персонажа, на ім'я Майк Маєрс Карпентера надихнув андроїд з «Західного світу» (1973), зіграний Юлом Бріннером.
- Знаменита маска Маєрса має свою історію. Вона була зроблена з маски капітана Кірка (герой науково-фантастичного серіалу «Зоряний шлях»; (1966—1969)) вартістю близько долара, яка, своєю чергою, була зроблена з виконавця ролі Кірка, Вільяма Шетнера. Купленій масці видалили брови, розширили очниці і пофарбували її в білий колір. Цей варіант через свою беземоційність більше припав до душі творцям, ніж усміхнена клоунська маска.

## Саундтрек
| Список треків | Список треків                | Список треків |
| #             | Назва                        | Тривалість    |
| ------------- | ---------------------------- | ------------- |
| 1.            | «Halloween Theme Main Title» | 2:55          |
| 2.            | «Laurie's Theme»             | 2:05          |
| 3.            | «Shape Escapes»              | 1:42          |
| 4.            | «Myers' House»               | 5:35          |
| 5.            | «Michael Kills Judith»       | 3:11          |
| 6.            | «Loomis And Shape's Car»     | 3:31          |
| 7.            | «The Haunted House»          | 3:33          |
| 8.            | «The Shape Lurks»            | 1:35          |
| 9.            | «Laurie Knows»               | 3:02          |
| 10.           | «Better Check The Kids»      | 3:26          |
| 11.           | «The Shape Stalks»           | 3:10          |
| 33:44         |                              |               |